# Små citroner gula
För filmen som bygger på boken, se Små citroner gula (film)
Små citroner gula är en roman av den svenska författaren Kajsa Ingemarsson, första gången utgiven 2004 på Forum bokförlag. Romanen har översatts till tyska, ryska, norska, finska, danska, italienska, polska, nederländska, isländska, tjeckiska och kinesiska.
Boken filmatiserades 2013  i regi av Teresa Fabik och med Rakel Wärmländer i rollen som Agnes.